# 小行星7644
小行星7644（7644 Cslewis）是一颗绕太阳运转的小行星，为主小行星带小行星。该小行星于1988年11月4日发现。

## 命名
該小行星以英國著名學者、作家C·S·路易斯的名字命名。路易斯除奇幻文學《納尼亞傳奇》系列外，還著有科幻小說《空間三部曲》。

## 轨道参数
小行星7644的轨道半长轴为2.5832495 UA，离心率为0.135。